# Kuna croate (1941-1945)
Pour les articles homonymes, voir Kuna croate et Kuna.

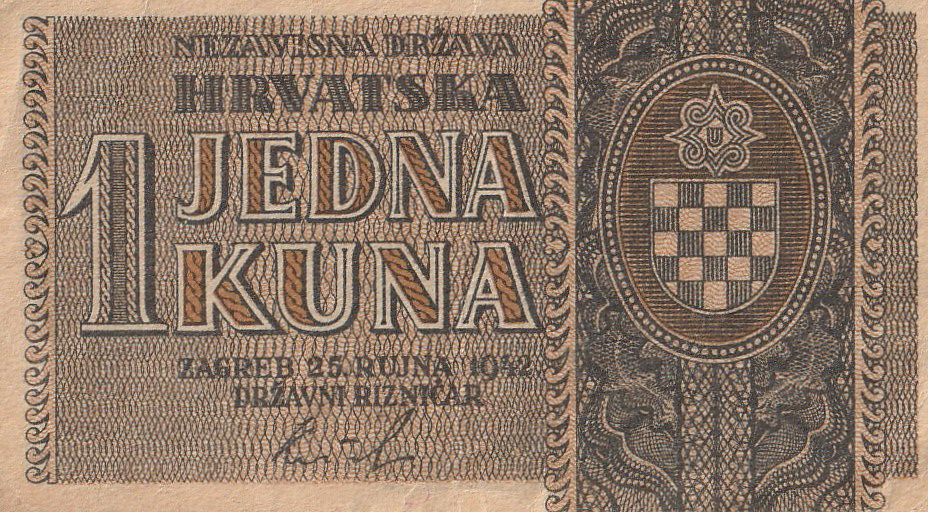
1 kuna de 1942

La kuna est la monnaie de l'État indépendant de Croatie de 1941 et 1945, pendant la Seconde Guerre mondiale. Le mot kuna, qui signifie « martre » en croate, a été repris pour désigner la monnaie croate de 1994 à 2022. Cette kuna était subdivisée en 100 banica. Elle a été précédée puis remplacée par le dinar yougoslave.
À partir de 1994, la reprise de son nom pour désigner la monnaie du nouvel État croate né de la dissolution de la Yougoslavie fit polémique : en effet, elle n'existait pas avant 1941, et constitue pour ses détracteurs une allusion à l'ancien État oustachi et à ses crimes. La mise en place de cette monnaie est vue comme une provocation par les Serbes, les Monténégrins, les Slovènes et les Macédoniens, ainsi que par les Roms et les Kosovars. En 1995, la fédération de Russie soutient les doléances et inquiétudes de la Serbie, en demandant des explications aux Croates, en vain.[réf. nécessaire] Cette monnaie est finalement remplacée par l'euro le 1er janvier 2023.